# Gonzalo de Ayora
Gonzalo de Ayora (Córdoba, 1466-1538) fue un escritor y militar español. 

## Biografía
Cronista oficial de Isabel la Católica, fue uno de los precursores de la organización de la infantería española. A él se le atribuye la ordenanza que Fernando el Católico publicó en 1502 sobre la organización de los cuerpos permanentes. A esta ordenación de la infantería se le llamó coronelías, y puede decirse que Gonzalo de Ayora fue el primer coronel de la historia cuando al año siguiente fue puesto al mando del cuerpo de alabarderos creados por el monarca para su propia seguridad. 
Gonzalo de Ayora participó en la expedición de Orán de 1509. Tomó parte en las Comunidades, siendo "comunero liviano y gran bellaco" en palabras de Carlos V.
En 1536 estuvo en Francia, en la corte de Francisco I en Dijon. A su vuelta a la Península, al llegar a Zaragoza y preguntarle el virrey, el III duque de Alburquerque, sobre su camino, contestó que había partido de Valencia. Enterado de la falacia, cuando llegaron noticias de su paso por Perpiñán, el virrey Beltrán II de la Cueva y Toledo aconsejó al Consejo Real que lo tomase preso a su paso por Castilla.